# 제리 스틸러
제리 스틸러(Jerry Stiller, 1927년 6월 8일 ~ 2020년 5월 11일)는 미국의 희극인, 배우이다. 1960년대와 70년대에 아내 앤 미라와 코미디 듀오 "스틸러 앤드 미라"를 결성해 활동하며 이름을 알렸다. 배우 겸 영화 감독 벤 스틸러의 아버지이며, 《핫 퍼슈트》(1987), 《디즈니 캠프》(1995), 《쥬랜더》(2001), 《하트브레이크 키드》(2007), 《쥬랜더 리턴즈》(2016) 등에 함께 출연하였다. 2020년 92세의 나이로 별세했다.

## 출연 작품

### 영화
- 러버스 앤 어더 스트레인저 (1970)
- 지하의 하이젝킹 (1974)
- 에어포트 75 (1974)
- 핫 퍼슈트 (1987)
- 헤어스프레이 (1988)
- 디즈니 캠프 (1995)
- 스태그 (1997)
- 쥬랜더 (2001)
- 온 더 라인 (2001)
- 못말리는 이혼녀 (2002)
- 라이온 킹 3 (2004) - 애니메이션
- 앵커맨 (2004)
- 헤어스프레이 (2007)
- 하트브레이크 키드 (2007)
- 비행기 2: 소방구조대 (2014) - 애니메이션
- 쥬랜더 리턴즈 (2016) - 모리 역

### 텔레비전
- 부부 탐정 (1981)
- 맨하탄의 사나이 (1985)
- 새터데이 나이트 라이브 (1987)
- 제시카의 추리극장 (1989)
- L.A. 로 (1993)
- 사인펠드 (1993-98)
- 천사의 손길 (1998)
- 헤라클레스 (1998) - 애니메이션
- 킹 오브 퀸즈 (1998-2007)
- 섹스 앤 더 시티 (2003)
- 어항 속의 하이틴 (2010-11) - 애니메이션
- 굿 와이프 (2011)

### 연극
- 자에는 자로 (1957)
- 말괄량이 길들이기 (1957)
- 세 자매 (1997)